# NGC 4067
NGC 4067 is een spiraalvormig sterrenstelsel in het sterrenbeeld Maagd. Het hemelobject werd op 15 maart 1784 ontdekt door de Duits-Britse astronoom William Herschel.

## Synoniemen
- UGC 7048
- MCG 2-31-19
- ZWG 69.36
- IRAS 12016+1107
- PGC 38168